# 雷帕什胡陶
雷帕什胡陶，是匈牙利包尔绍德-奥包乌伊-曾普伦州所辖的一个村。总面积16.79平方公里，总人口468，人口密度27.9人/平方公里（2011年1月1日）。